# Günter Kallinich
Günter Kallinich (Halberstadt, 20 giugno 1913 – 17 giugno 2012) è stato un farmacista tedesco.

## Biografia
Kallinich studiò nel 1949 presso la facoltà di scienze naturali dell'Università di Monaco e si qualifica come professore nel 1961.
Dal 1955 fu docente presso l'Università di Monaco e venne nominato professore straordinario nel 1965.

## Medaglie
- 1972: Fritz-Ferchl-Medaille
- 1979: Schelenz-Plakette